# 戴維斯鎮區 (阿肯色州格蘭特縣)
戴維斯鎮區（英語：Davis Township）是位於美國阿肯色州格蘭特縣的一個行政鎮區。

## 地方資料
戴維斯鎮區的面積為123.90平方千米，當中陸地面積為123.75平方千米，而水域面積為0.15平方千米。根據2010年美國人口普查的數據，當地共有人口359人，而人口密度為每平方千米2.9人。